# Сантиголд
Са́нти Уа́йт (Santi White; 25 сентября 1976), более известная как Сантиголд (Santigold; ранее Santogold) — американская певица, автор песен и продюсер.

## Биография

### Ранние годы
Санти Уайт училась в Germantown Friends School в Филадельфии, штат Пенсильвания, затем проходила обучение в колледже при Уэслианском университете, специализируясь на двух предметах — музыке и афро-американских исследованиях. В качестве сценического имени она взяла прозвище Сантоголд, которое ей дали друзья в 1990-е годы. Она работала представителем отдела по подбору новых талантов в Epic Records, покинула компанию и выступила в качестве соавтора и исполнительного продюсера How I Do, дебютного альбома певицы Res. Уайт была участницей панк-группы Stiffed, которая выпустила мини-альбом Sex Sells (2003) и студийную работу Burned Again (2005), спродюсированную бас-гитаристом Bad Brains Дэррилом Дженифером. Когда она ещё была в составе Stiffed, ей предложил подписать сольный контракт Мартин Хит из рекорд-лейбла Lizard King.

### Дебютный альбом (2007—2010)
Первые синглы Сантоголд «Creator» и «L.E.S. Artistes» получили внимание со стороны онлайн-изданий в 2007 году. В апреле 2008 года вышел её дебютный альбом Santogold, в работе над которым принимали участие Джон Хилл из Stiffed, а также Чак Трис, Дипло, Свитч и другие. Пластинка получила хвалебные отзывы критиков, в том числе из журналов Entertainment Weekly и Spin. Редакция Rolling Stone поставила «L.E.S. Artistes» на второе место в списке лучших песен года, а сам альбом занял шестую строку в аналогичном рейтинге. Летом того же года певица выпустила микстейп Top Ranking: A Diplo Dub, который был положительно оценен на Pitchfork и в журнале NME. В поддержку релиза Сантоголд гастролировала с Майей и Бьорк, она выступила на разогреве у Coldplay в июле 2008-го и провела собственное концертное турне под названием Goldrush Tour. Кроме того, она открывала концерты Джей-Зи, Канье Уэста, Beastie Boys.
В феврале 2009 года Уайт объявила о том, что она изменила псевдоним на Сантиголд, чтобы избежать судебного иска от Санто Виктора Ригатузо, продюсера фильма Santo Gold’s Blood Circus (1985). В августе того же года она завершила второй этап своего турне выступлением на фестивале Lollapalooza; перед тем как покинуть сцену, певица сообщила зрителям, что приступает к работе над следующим альбомом.

### Master of My Make-Believe(с 2011 года)
В 2011 году Сантиголд выпустила песню «Go!», записанную при участии Карен О из группы Yeah Yeah Yeahs и спродюсированную Свитчем, Q-Tip и самой певицей. Релиз второго студийного альбома Master of My Make-Believe намечен на весну 2012 года. Он был записан частично на Ямайке, сопродюсером одного трека выступил Дэйв Ситек, музыкант TV on the Radio. «Big Mouth», первый трек из альбома, был размещён для бесплатного скачивания в январе 2012-го. В следующем месяце вышла песня «Disparate Youth» в качестве первого сингла с будущего альбома.

## Сотрудничество
Санти Уайт также сотрудничала со многими другими исполнителями. В 2001 году она принимала участие в создании музыки и продюсировании большей части альбома How I Do певицы Res. Она была соавтором заглавного трека из альбома GZA Beneath the Surface (1999) и композиции «Stay in Line» из альбома того же исполнителя Legend of the Liquid Sword (2002). Сантиголд записала вокал для кавер-версии песни The Jam «Pretty Green», вошедшей в альбом Марка Ронсона Version (2007). Она принимала участие в создании песен «Littlest Things» для Лили Аллен и «Outta My Head (Ay Ya Ya)» для Эшли Симпсон.
В 2008 году Сантиголд вместе с Фарреллом Уильямсом и Джулианом Касабланкасом записали песню «My Drive Thru» для Converse; её можно было бесплатно скачать на сайте компании. В том же году семпл из её трека «Shove It» был использован в композиции Jay-Z «Brooklyn Go Hard», которая вошла в саундтрек к Notorious, фильму-биографии рэпера The Notorious B.I.G. В 2009 году она записала вокал на дебютном альбоме коллектива N.A.S.A. под названием The Spirit of Apollo: на треках «Whachadoin?» (вместе с Майей, Ником Зиннером и группой Spank Rock) и «Gifted» (с Канье Уэстом и Люкке Ли).
Вместе со Свитчем и Сэмом Эндикоттом, фронтменом The Bravery, Сантиголд помогла Кристине Агилере в сочинении песен «Monday Morning» и «Bobblehead» из альбома Bionic (2010). Она была соавтором песни Beastie Boys «Don’t Play No Game That I Can’t Win» из их диска 2011 года Hot Sauce Committee Part Two. В том же году её вокал прозвучал на треке The Lonely Island «After Party», вошедшем в альбом Turtleneck & Chain, а также певица сотрудничала с группой Spank Rock в песне «Car Song».
В 2012 году Сантиголд была одной из приглашённых вокалисток на альбоме дуэта Amadou & Mariam под названием Folila: она спела в композиции «Dougou Badia».

## Стиль и влияния
Сантиголд часто сравнивали с певицей Майей. Критик Джулианна Шеферд причислила её вместе с Амандой Блэнк к «новому поколению молодых поликультурных исполнительниц, которые появились вслед за Майей и вызывают ажиотаж в Интернете и конференц-залах независимых лейблов».
Уайт выросла на регги, джазе и нигерийской музыке, в том числе творчестве Фелы Кути; в наибольшей степени на неё повлияли Джеймс Браун и Арета Франклин. Она называла Devo самой любимой группой. Певица также признавалась в любви к музыке новой волны и говорила, что её песни вдохновлены поп-музыкой 1980-х годов.

## Дискография

### Альбомы
| Год  | Альбом                                                                                                 | Высшее место в хит-параде | Высшее место в хит-параде | Высшее место в хит-параде | Высшее место в хит-параде | Высшее место в хит-параде | Высшее место в хит-параде |
| Год  | Альбом                                                                                                 | US                        | GB                        | BE (Vl)                   | FR                        | NL                        | IR                        |
| ---- | --- | ------------------------- | ------------------------- | ------------------------- | ------------------------- | ------------------------- | ------------------------- |
| 2008 | Santogold - Выпущен: 29 апреля 2008 - Лейбл: Atlantic / Downtown / Lizard King - Формат: CD, LP, MP3   | 74                        | 26                        | 25                        | 110                       | 34                        | 45                        |
| 2012 | Master of My Make-Believe - Выпущен: 23 апреля 2012 - Лейбл: Downtown / Atlantic - Формат: CD, LP, MP3 | 21                        | 33                        | 27                        | —                         | 62                        | 25                        |

### Синглы
- 2008: «Creator»
- 2008: «L.E.S. Artistes»
- 2008: «My Drive Thru»
- 2008: «Lights Out»
- 2008: «Say Aha»
- 2011: «Go»
- 2012: «Big Mouth»
- 2012: «Disparate Youth»

## Премии и номинации
| Год  | Премия                  | Категория                       | Результат |
| ---- | ----------------------- | ------------------------------- | --------- |
| 2008 | NME Awards USA          | Лучший прорыв                   | Победа    |
| 2008 | Q Awards                | Лучший прорыв                   | Номинация |
| 2008 | MTV Europe Music Awards | Видеозвезда («L.E.S. Artistes») | Номинация |
| 2009 | BRIT Awards             | Международная певица            | Номинация |
| 2009 | ASCAP Awards            | Vanguard Award                  | Победа    |